# مبادرة براين

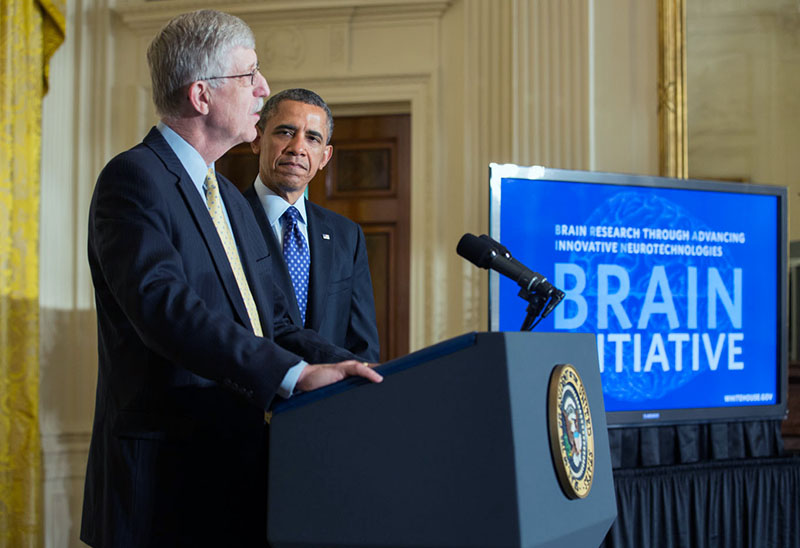

مبادرة براين (بالإنجليزية: BRAIN Initiative)‏ (أبحاث الدماغ من خلال النهوض بالعلوم العصبية المبتكرة، كما يشار إليها باسم مشروع خريطة نشاط الدماغ) هو مبادرة بحثية تعاونية المقترحة التي أعلنت عنها إدارة أوباما في 2 أبريل، 2013، وذلك بهدف رسم خرائط للنشاط الخلايا العصبية في كل من الدماغ البشري. واستنادا إلى مشروع الجينوم البشري، فقد كان من المتوقع أن يكلف المبادرة أكثر من 300 مليون دولار سنويا لمدة عشر سنوات.